# Коджа Синан Център
„Коджа Синан Център“ (на турски: Kocasinan Merkez) е квартал на Истанбул, разположен в околия Бахчелиевлер. Общата му площ е 2,0 км2. Според данни на Адресната система за регистриране на населението (ABPRS) към 2023 г. населението на „Коджа Синан Център“ е 70 612 жители.